# Olympische Sommerspiele 1988/Teilnehmer (Oman)
| Gelbes Symbol für Goldmedaillen mit stilisierten Olympischen Ringen | Graues Symbol für Silbermedaillen mit stilisierten Olympischen Ringen | Braundes Symbol für Bronzemedaillen mit stilisierten Olympischen Ringen |
| ------------------------------------------------------------------- | --------------------------------------------------------------------- | ----------------------------------------------------------------------- |
| —                                                                   | —                                                                     | —                                                                       |

Oman nahm an den Olympischen Sommerspielen 1988 in Seoul, Südkorea, mit einer Delegation von acht Sportlern (allesamt Männer) teil.

## Teilnehmer nach Sportarten

### Boxen
- Abdullah Salim al-Barwani
Weltergewicht: 2. Runde

- Handhal Mohamed al-Harithy
Halbweltergewicht: 1. Runde

### Leichtathletik
- Mansour al-Baloushi
800 Meter: Vorläufe
4 × 400 Meter: Vorläufe

- Sulaiman Juma al-Habsi
400 Meter: Vorläufe
4 × 400 Meter: Vorläufe

- Abdullah Salem al-Khalidi
100 Meter: Vorläufe
200 Meter: Vorläufe
4 × 400 Meter: Vorläufe

- Mohamed al-Malky
400 Meter: 8. Platz
4 × 400 Meter: Vorläufe

- Awadh al-Sameer
Marathon: 83. Platz

### Schießen
- Abdul Latif al-Bulushi
Luftgewehr: 17. Platz